# Матій Петро Петрович
Петро Петрович Матій (нар. 28 квітня 1943, Сасово, Виноградівський район) — український співак і композитор, народний артист України.

## Біографія
Народився в багатодітній сім'ї. Після восьмого класу переїхав до сестри на Донбас, де спочатку працював на шахті, а потім почав здобувати освіту зварника в ПТУ Краматорська. На службі в армії співав в ансамблі. Після служби прибув на будівництво Виноградівського заводу пластмасових виробів. У цей період одружився.
Пізніше почав займатися музикою, вступив спочатку до Ужгородського музичного училища, згодом до Львівської державної консерваторії. 1977 року почав працювати співаком у лекторській бригаді Закарпатської обласної філармонії. З січня 1998 року Матій очолює ансамбль «Гармонія».